# Ngudirejo
Ngudirejo is een bestuurslaag in het regentschap Jombang van de provincie Oost-Java, Indonesië. Ngudirejo telt 4166 inwoners (volkstelling 2010).